# Бари, Хендрик
Хе́ндрик Ба́ри (нидерл. Hendrik Bary, Hendrick Barry, Hendrik Barry, Hendrick Bary, ок. 1632, Гауда — 16 февраля 1707, Гауда) — голландский художник-график золотого века голландской живописи, мастер резцовой гравюры второй половины XVII — начала XVIII века, оставивший значительное число портретов знаменитых деятелей культуры, принадлежавших разным эпохам. Он также гравировал портреты влиятельных особ своего времени, всегда отдавая предпочтение своим землякам.

## Биография
Хендрик Бари родился около 1632 в южно-голландском городе Гауда.
Вкус к рисунку и — шире — к печатному делу, художник обрёл в пору обучения у гравёра Рейнира ван Персейна (Reinier van Persijn, 1615—1668), жившего с 1645 до своей смерти в Гауде.

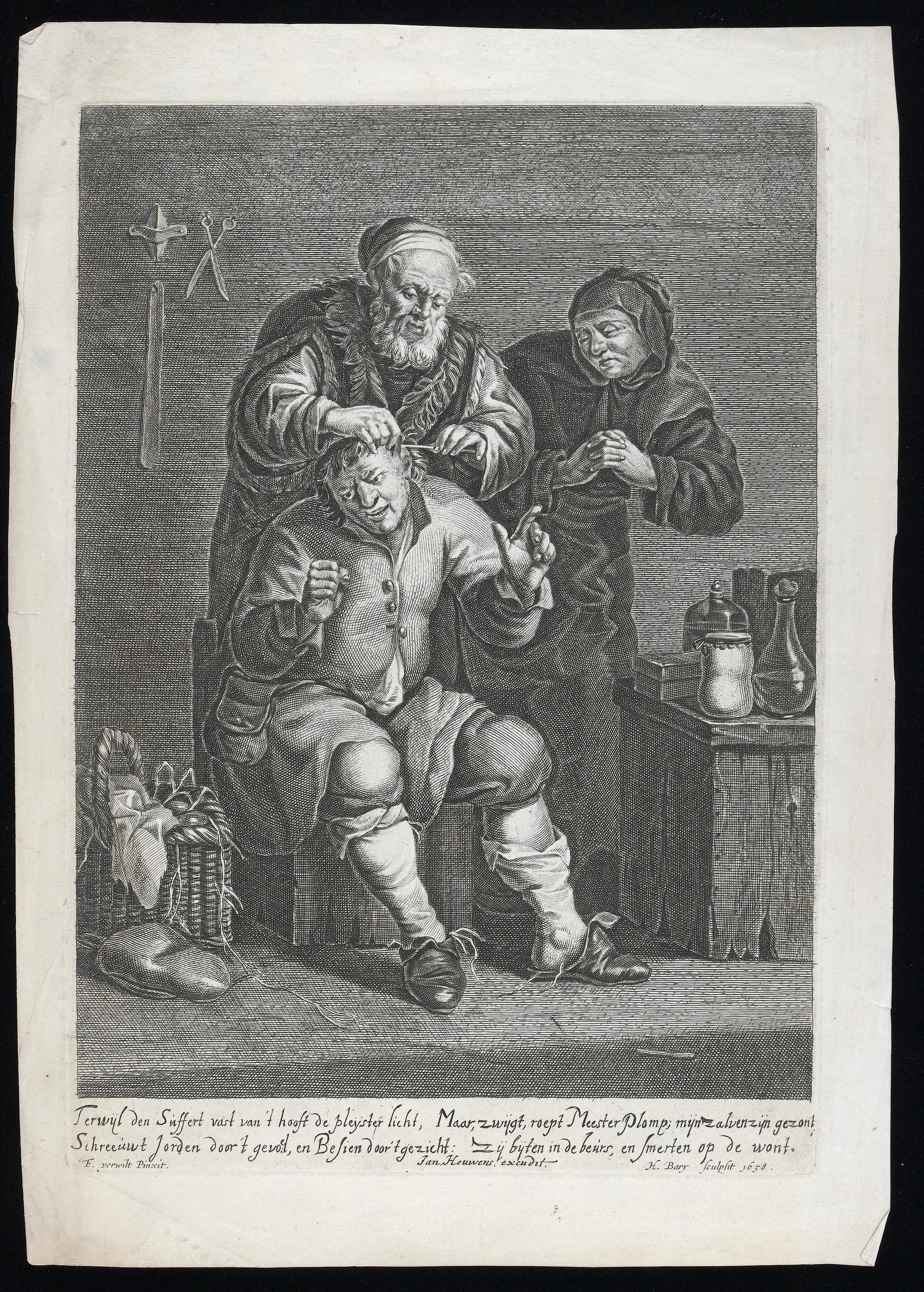
Деревенская хирургия. Гравюра, 33,6 × 25,1 см. Музей Бойманса — ван Бёнингена, Роттердам. № BdH 17631

По мнению автора «Биографического словаря живописцев и гравёров» (Dictionary of painters and engravers, biographical and critical), на графическую манеру Бари повлияло его знакомство с гравёром Корнелисом Висхером (Cornelis Visscher, 1629—1662); хотя возможно, Бари изучал гравюры харлемского виртуоза самостоятельно.
Хендрик Бари не ограничивался портретным жанром, но также обращался к историческим и бытовым сюжетам («Старуха в окне», «Операция на голове», «Курильщик», все — Музей Роттердама, «Трубочист» (Schoorsteenveger, 1657-79), Рейксмюзеум, Амстердам).
До наших дней дошло немало награвированных Хендриком Бари досок, оттличающихся высокой культурой исполнения и элегантностью графической манеры. Большинство гравюр Бари подписаны полным именем, H. Bary, иногда лишь инициалами, H. B..
Художник был женат на Маргарете Зёйс, дочь мэра Гауды Говерта Зёйса (Govert Suijs, 1610—1671). Художник и его супруга умерли с разницей в 7 лет (Хендрик 16 февраля 1707, Маргарета — 23 октября 1714); оба погребены в церкви Святого Иоанна в Гауде.

## Галерея портретов
Из наиболее значительных персонажей, составивших портретную галерею Хендрика Бари, назовём:
- основателя независимой Голландии, Вильгельма I, принца Оранского (1533—1584), 1671 гравюра на меди, 17 × 12 см
- крупнейшего голландского поэта XVII века Йоста ван ден Вондела (1587—1679) гравюра 1682 года по портрету кисти Филипса Конинка
- раннесредневекового философа Боэция (Annius Manlius Torquatus Severinus Boethius, ок. 480—526)
- драматурга и политического мыслителя Гуго Гроция (1583—1645; по портрету делфтского живописца М. ван Миревелта)
- Эразма Роттедамского (1467—1536, также уроженца Гауды), гравюра 1671
- историка Лео Айтземы (1600—1669; по картине кисти Яна де Бана / Jan de Baen)
- теолога Георга де Мея (George de Mey, 1628—1712)[8], ок. 1705, 26 × 16 см
- художника Корнелиса Кетеля[англ.] (Cornelis Ketel, 1548—1616)[9], земляка Хендрика Бари
- братьев Дирка[англ.] и Вальтера Грабетов[англ.], художников по стеклу, также происходивших из Гауды.

## Изображения

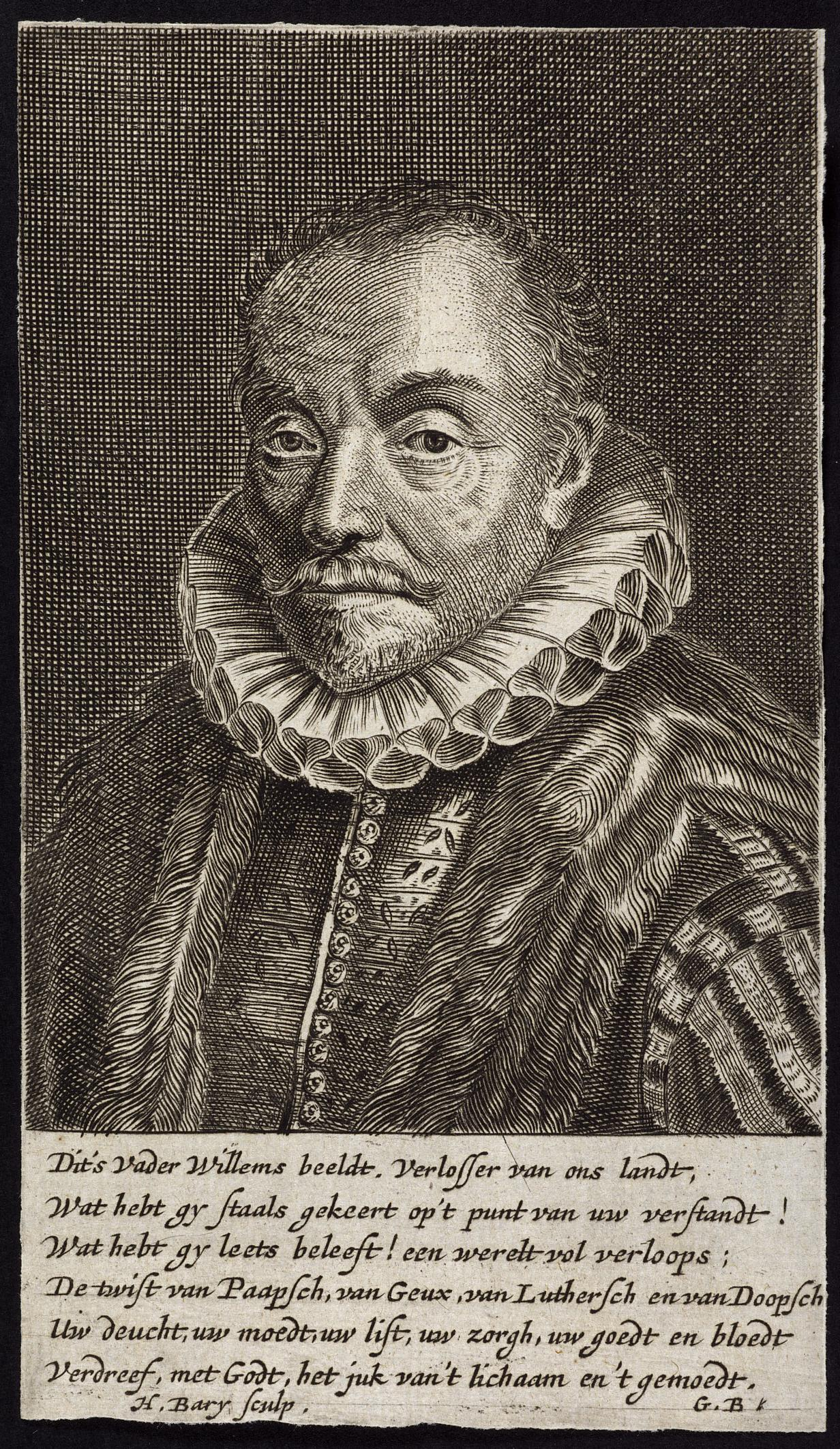
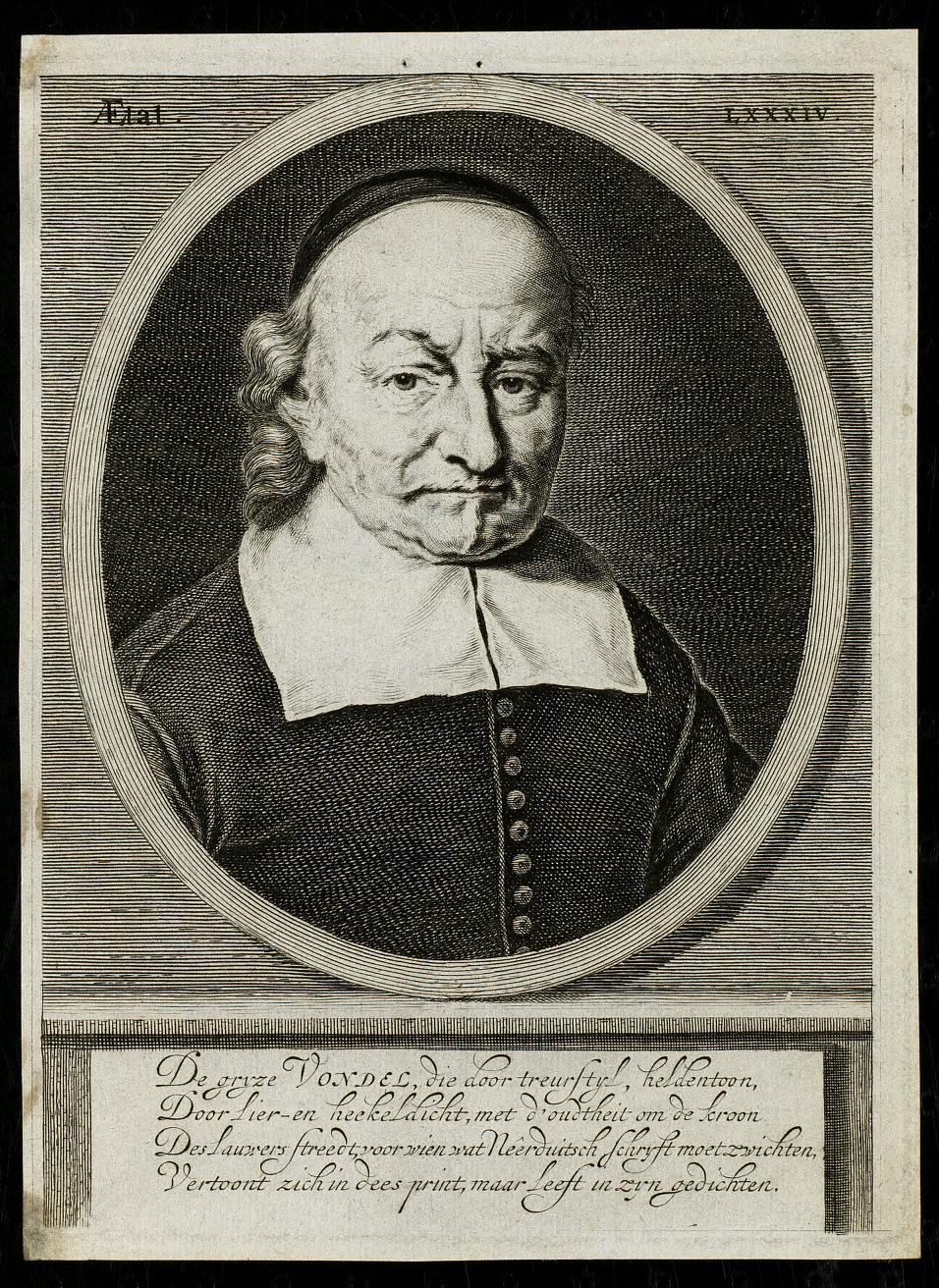
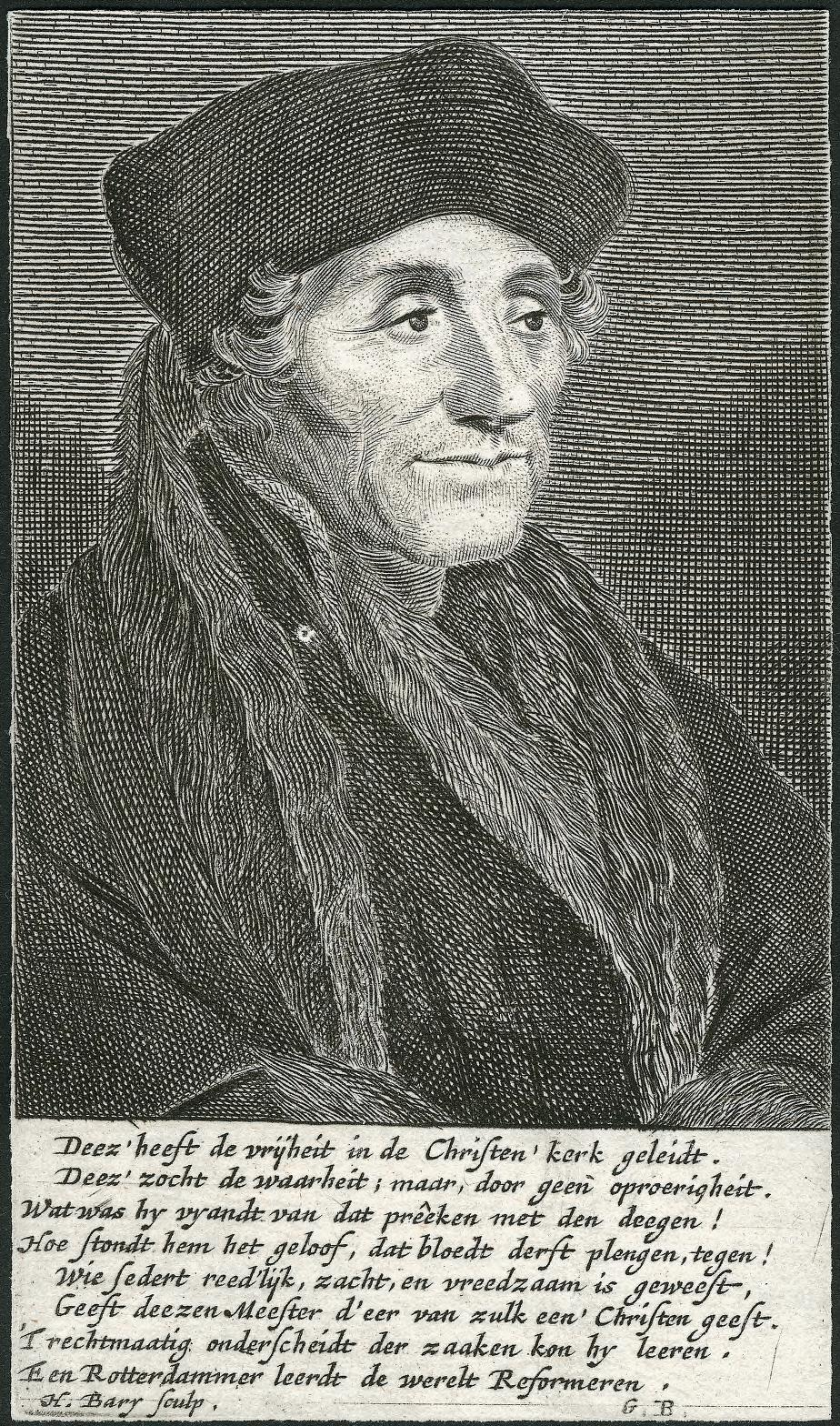
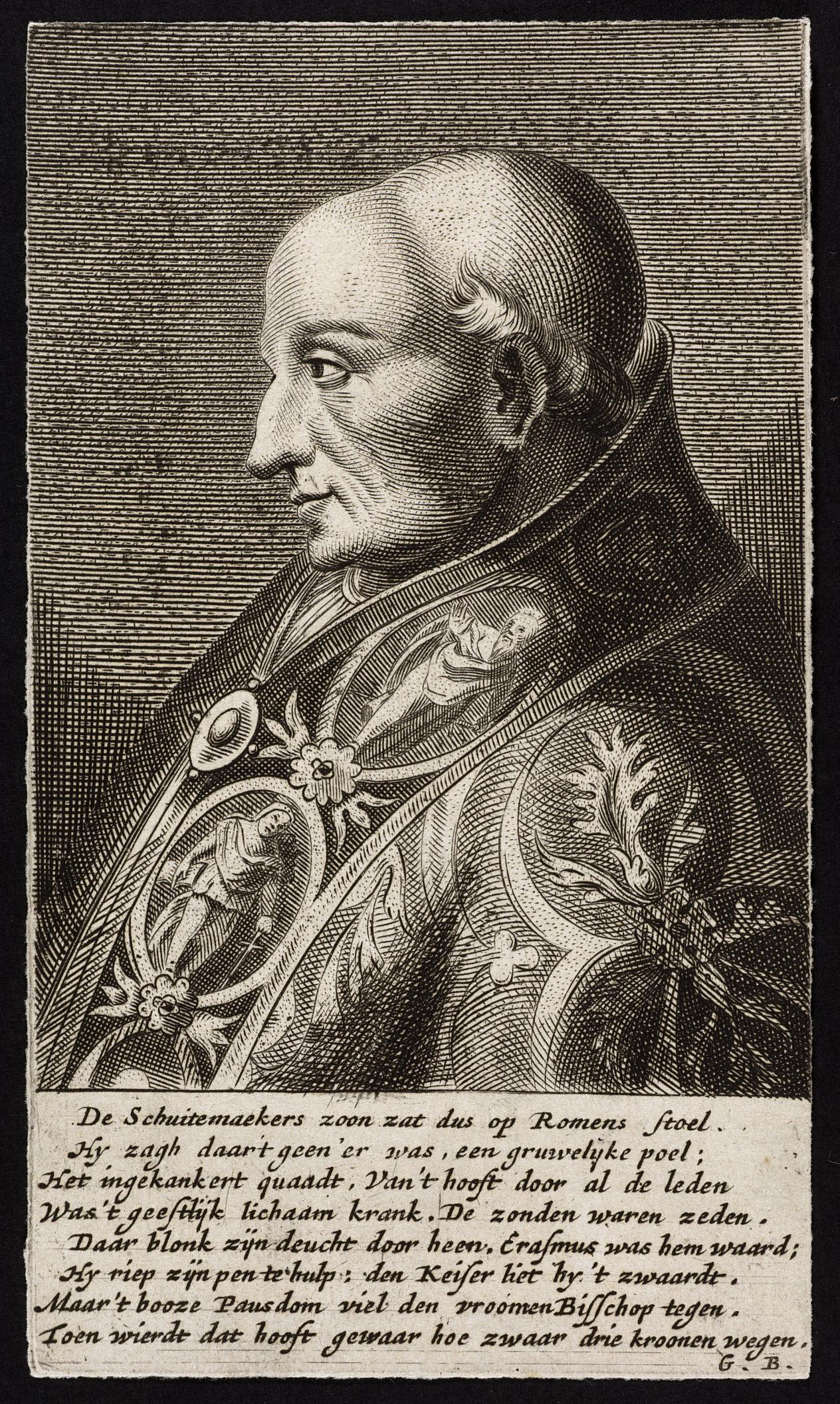
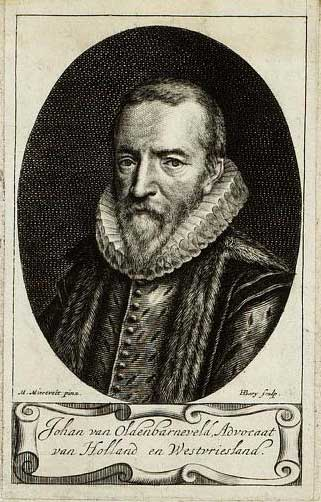
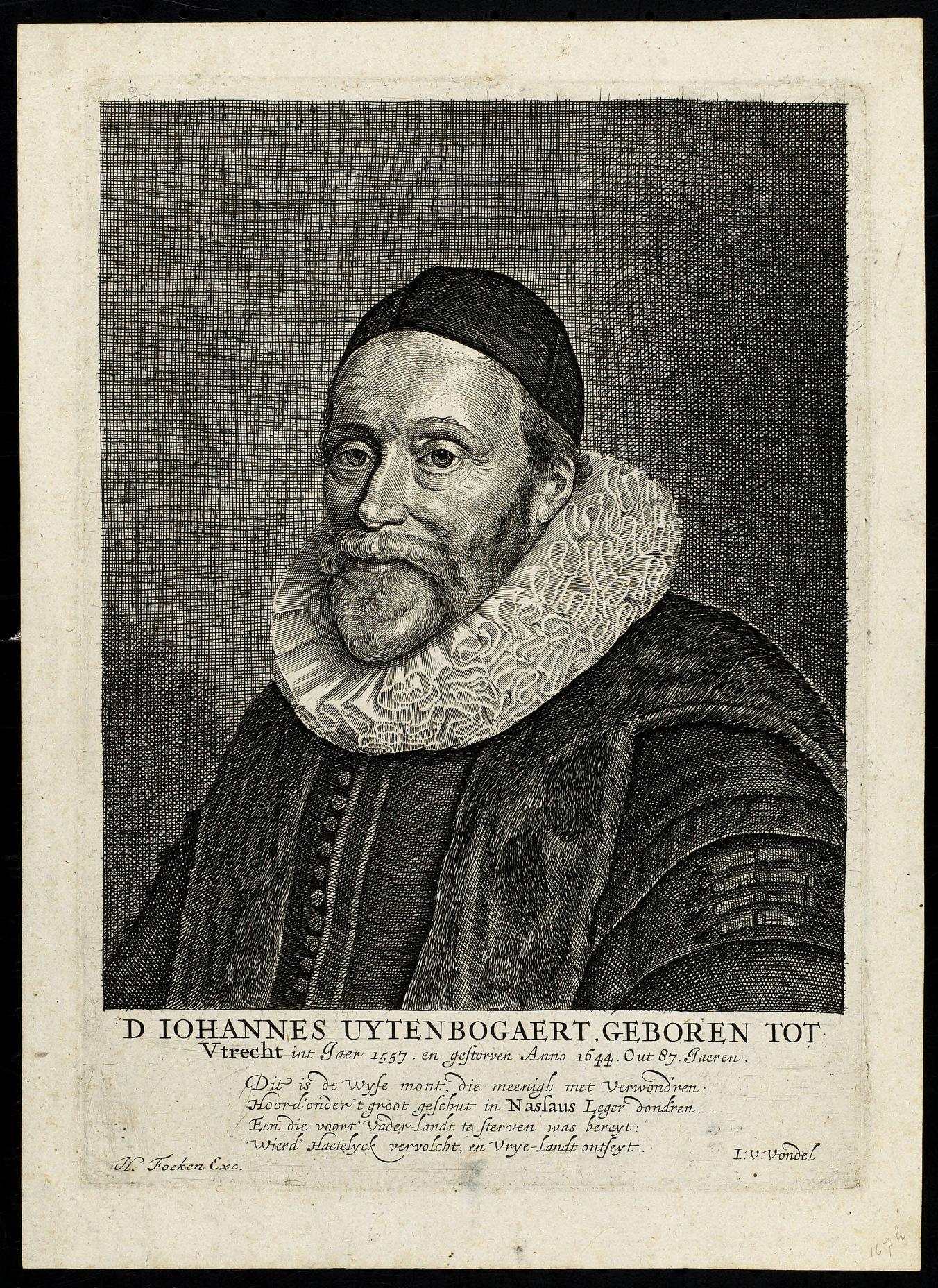
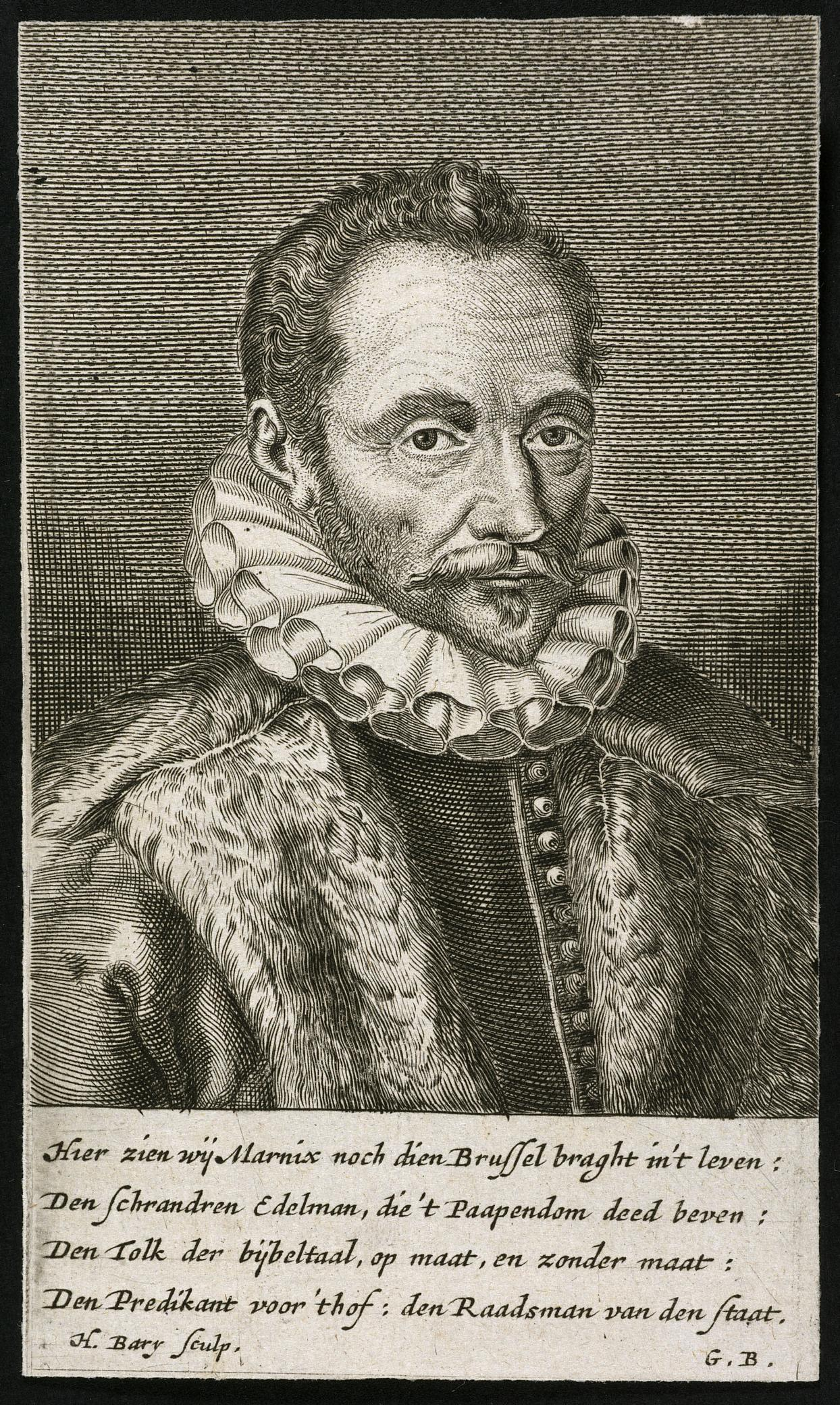
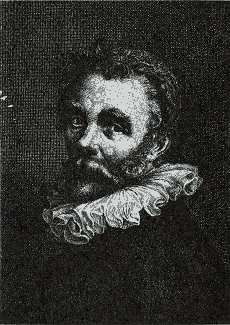

## Музейные собрания
- Рейксмюзеум, Амстердам
- Музей искусств, Филадельфия, США
- Музей Франса Халса, Харлем
- Галерея Маурицхёйс, Гаага
- Музей Виктории и Альберта, Лондон
- Бруклинский музей, США
- Институт искусств, Чикаго

## Память
В 1960 году в Гауде, родном городе художника одна из улиц названа в его честь Hendrik Barystraat.